# Association égyptologique Reine Élisabeth
L'Association égyptologique Reine Élisabeth (AERE) anciennement Fondation égyptologique Reine Élisabeth (FERE), est une société savante créée par l'égyptologue Jean Capart avec le soutien de la reine Élisabeth, troisième reine des Belges, épouse du roi Albert Ier, passionnée d'études égyptiennes. Avec comme guide l'égyptologue Jean Capart, la reine Élisabeth visita, parmi les premiers, le 18 février 1923, le tombeau de Toutânkhamon et soutient la création de ce qui s'est initialement appelé la « Fondation égyptologique Reine Élisabeth ». Le sculpteur belge, Maurice Xhrouet, constructiviste, réalise la même année, un haut-relief, Mymi l'Égyptienne.
Le but de l'AERE était avant tout de promouvoir la recherche égyptologique et papyrologique en Belgique. Au fil des années, l'Association est devenue une institution scientifique consacrée à l'étude de l'histoire et de la culture de l'Égypte pharaonique, gréco-romaine, chrétienne et arabe.
En décembre 1925, la revue Chronique d'Égypte paraît pour la première fois. Elle compte environ 350 pages par an.
Cette association est aujourd'hui[Depuis quand ?] hébergée par les Musées royaux d'art et d'histoire de Belgique.

## Directeurs
- Jean Capart
- Marcelle Werbrouck
- Pierre Gilbert
- Jean Bingen
- Herman De Meulenaere
- Alain Martin
- Luc Limme
- Alain Delattre
- René Preys

## Secrétaires généraux
- Arpag Mekhitarian